# María Enriqueta Matute
María Enriqueta Matute (1942 – 25 de agosto de 2013) foi uma activista dos direitos ambientais e indígenas das Honduras. Ela fazia parte do povo indígena Tolupán. Ela participou em protestos pacíficos contra a actividade ilegal de mineração e extracção de madeira em terras indígenas.
No dia 25 de agosto de 2013 Matute foi morta juntamente com outros dois activistas enquanto participavam num protesto para bloquear uma estrada. O protesto estava em vigor desde 14 de agosto, envolvendo várias comunidades indígenas. Cerca de 150 activistas da tribo San Francisco de Locomapa bloquearam a estrada principal, protestando contra a mineração de antimónio nas suas terras. À noite, dois homens aproximaram-se do grupo e abriram fogo, matando Armando Fúnez Medina e Ricardo Soto Fúnez. Matute fugiu para a sua casa, mas foi seguida pelos assassinos e morta a tiros. Todas as três vítimas eram membros do Movimiento Amplio por la Dignidad y la Justicia (Movimento Amplo pela Dignidade e Justiça), ou MADJ. Os assassinos foram posteriormente identificados como Selvin Matute e Carlos Matute (sem parentesco), que foram contratados pela Bella Vista Mining Company.

## Consequências
Dezoito membros do MADJ fugiram da área após o massacre. Em dezembro de 2013, a Comissão Interamericana de Direitos Humanos ordenou medidas de protecção para os activistas indígenas, que foram assinadas pelo governo das Honduras.